# Sacquenay
Sacquenay é uma comuna francesa na região administrativa da Borgonha-Franco-Condado, no departamento de Côte-d'Or. Estende-se por uma área de 22,4 km². Em 2010 a comuna tinha 297 habitantes (densidade: 13,3 hab./km²).